# Rentz
Rentz, sau Renț, este un joc de cărți de tip „compendiu”, format din mai multe jocuri (sau „sub-jocuri”) cu regulament diferit. Majoritatea lor au un mecanism de joc bazat pe levate (trick-taking game), similar ca mecanism de joc cu bridge, dar întotdeauna fără atu. 
Specific jocului de Renț este faptul că majoritatea sub-jocurilor componente sunt cu scop negativ, obiectivul fiind evitarea levatelor care conțin anumite cărți.
Jocul se poate juca în 3-6 jucători, utilizând câte 8 cărți pentru fiecare jucător.
Fiind un joc compendiu, fiecare jucător are dreptul - prin rotație - să aleagă unul din jocurile disponibile, în funcție de cărțile care i-au fost împărțite. Jocul ales se va marca în tabelul de scor sau într-un tabel separat, astfel încât fiecare jucător să aleagă fiecare sub-joc o singură dată.

## Mod de joc
Se face un tabel care pentru fiecare jucător conține 8 jocuri (cu punctajele):
- Popa de roșu (-300)
- Zece de treflă (+100)
- Dame (-25 fiecare)
- Carouri (-20 fiecare)
- Mâini (levate) (-20 fiecare)
- Totale (se aduna tot ce e negativ)
- Whist (fiecare mână luată +20 puncte)
- Rentz (locul I +300, II +200, III +100, IV 0, V 0, VI 0)

Se aleg cărțile așa încât fiecare să aibă 8 cărți când se împart. Cel care e la rând alege ce vrea să joace și se hașurează jocul ales în dreptul lui.
La joc ia cartea mai mare, fiind obligatorie decartarea la culoare. Nu există atu.
În funcție de joc - cine ia popa de roșu capătă -300 puncte, cine ia zecele de treflă capătă +100 puncte etc. La totale se adună doar jocurile de "-"(minus) și anume popa de roșu, damele, mâinile, carourile. Punctajul este preponderent negativ.
Jocul de Rentz constă în etalarea tuturor cărților pe masă, în ordine, plecând de la mijloc (Juve - 4 jucători; 10 - 5 jucători; 9 - 6 jucători). Cine pune As, are dreptul să mai pună o carte. Dacă înaintea ta s-a pus capătul mic, stai un rând. Locul I este al celui care termină primul cărțile din mână.
Ai dreptul să refuzi jocul de Rentz când este propus de un adversar, dacă ai în mână 3 capete. Următoarele dăți se poate refuza doar cu 4 capete.
Dacă jucătorul ce trebuie să aleagă jocul următor nu se uită la cărți, alegând un joc „pe nevăzute”, atunci punctajul jocului respectiv se dublează. În cazul jocului de Rentz, jucătorul ce alege varianta „pe nevăzute” nu poate refuza jocul indiferent de numărul de capete pe care il deține; în acest caz jocul poate fi refuzat doar de jucătorii care cumulează minim 4 capete dintre care 3 identice. Face excepție de la regulă ultima tură, în care oricum se știe ce joc va fi jucat.